# کارلیسل ۳
کارلیسل ۳ (به انگلیسی: Carlisle II) یک کشتی است که طول آن ۶۵ فوت (۲۰ متر) می‌باشد.